# Pycnocomon
Pycnocomon é um gênero botânico pertencente a família das Dipsacaceae.

## Espécies
O gênero é composto por 18 espécies:
| - Pycnocomon albescens - Pycnocomon alpina - Pycnocomon attenuata - Pycnocomon boetica - Pycnocomon centauroides - Pycnocomon corniculata - Pycnocomon cretacea - Pycnocomon intermedium - Pycnocomon leucantha | - Pycnocomon montanum - Pycnocomon rigida - Pycnocomon rutaefolia - Pycnocomon scabra - Pycnocomon syriaca - Pycnocomon tatarica - Pycnocomon transsylvanica - Pycnocomon uralensis - Pycnocomon ustulata |